# Hexatoma ogloblini
Hexatoma ogloblini är en tvåvingeart som beskrevs av Alexander 1935. Hexatoma ogloblini ingår i släktet Hexatoma och familjen småharkrankar. Inga underarter finns listade i Catalogue of Life.